# خریکو (بویاکا)
خریکو (انگلیسی: Jericó, Boyacá) نام یک منطقه مسکونی در کلمبیا است.